# Empecamenta bredoi
Empecamenta bredoi är en skalbaggsart som beskrevs av Louis Burgeon 1945. Empecamenta bredoi ingår i släktet Empecamenta och familjen Melolonthidae. Inga underarter finns listade i Catalogue of Life.